# Universidade de Oregon
Universidade de Oregon (também referenciada como UO ou Oregon) é uma universidade pública localizada em Eugene, Oregon, Estados Unidos.
Abriu suas portas em 1876. Tem 20.393 estudantes e um campus de área 295 hectares, sessenta edificações e mais de 500 tipos de árvores.

## Escolas e faculdades
- Escola de Arquitetura e Artes Afins (1914)
- Faculdade de Artes e Ciências
- Colégio de Economia Charles H. Lundquist (1884)
- Faculdade de Educação (1896)
- Robert D. Clark Honors College
- Faculdade de Jornalismo e Comunicação (1912)
- Escola de Direito da Universidade de Oregon (1884)
- Escola de Música e Dança